# Бурводстрой (Ишимбай)
Бурводстрой — микрорайон города Ишимбая, расположенный в его северной части, правом берегу реки Белой. Находится на дороге Ишимбай — Стерлитамак.
Протекает ручей Сикул.

## История
Закон от 25 декабря 2002 года № 425-з «Об описании границы муниципального образования Север города Ишимбая Республики Башкортостан» определял границу города так:

Северная граница муниципального образования «Север» города Ишимбая проходит по реке Белой, затем по ручью Сикул протяженностью 2150 м и поворачивает на юг; 
 

восточная граница проходит от ручья Сикула по границе садоводческого общества «Бурводстрой» города Ишимбая до автомобильной дороги Ишимбай — Петровское— Закон Республики Башкортостан от 25 декабря 2002 года № 425-з «Об описании границы муниципального образования Север города Ишимбая Республики Башкортостан». Региональное законодательство. Башкортостан. Дата обращения: 28 октября 2011. Архивировано из оригинала 16 июля 2012 года.
К Бурводстрою примыкают несколько садоводческих обществ.

## Улицы
- Улица Бурводстрой

## Экономика
- ОАО «Подземнефтегаз»[3].
- Цех «Рассолопромысел» ОАО «Башкирская содовая компания»[4]

## Транспорт
- Городской автобусной маршрут № 6